# Auriac, Aude
Auriac är en kommun i departementet Aude i regionen Occitanien  i södra Frankrike. Kommunen ligger  i kantonen Mouthoumet som ligger i arrondissementet Carcassonne. År 2022 hade Auriac 33 invånare.

## Befolkningsutveckling
Antalet invånare i kommunen Auriac
Referens: INSEE